# Beatty
Beatty és una concentració de població designada pel cens al comtat de Nye a l'estat de Nevada. D'acord al cens del 2000 tenia 1.154 habitants.

## Demografia
Segons el cens del 2000 Beatty tenia 1.154 habitants, 535 habitatges, i 270 famílies La densitat de població era de 2,55 habitants per km².
Dels 535 habitatges en un 26,9% hi vivien nens de menys de 18 anys, en un 39,8% hi vivien parelles casades, en un 6,9% dones solteres, i en un 49,5% no eren unitats familiars. En el 43,4% dels habitatges hi vivien persones soles el 15,0% de les quals corresponia a persones de 65 anys o més que vivien soles. El nombre mitjà de persones vivint en cada habitatge era de 2,16 i el nombre mitjà de persones que vivien en cada família era de 3,04.
Per edats la població es repartia de la següent manera: un 26,1% tenia menys de 18 anys, un 5,6% entre 18 i 24, un 24,7% entre 25 i 44, un 29,6% de 45 a 64 i un 14,0% 65 anys o més.
L'edat mediana era de 40,5 anys. Per cada 100 dones hi havia 119,39 homes. Per cada 100 dones de 18 o més anys hi havia 121,56 homes.
La renda mediana per habitatge era de 41.250 $ i la renda mediana per família de 52.639 $. Els homes tenien una renda mediana de 44.438 $ mentre que les dones 25.962 $. La renda per capita de la població era de 16.971 $. Aproximadament el 10,4% de les famílies i el 13,4% de la població estaven per davall del llindar de pobresa.

## Poblacions properes
El següent diagrama mostra les poblacions més properes.